# Vuitanta
El vuitanta, huitanta en valencià, és un nombre que segueix el setanta-nou i precedeix el vuitanta-u. S'escriu 80 en xifres àrabs i LXXX en romanes.

## En altres dominis
- És el nombre atòmic del mercuri.
- L'edat màxima dels cardenals per votar el nou Papa.
- La volta al món en 80 dies de Jules Verne.
- Anys 80 aC, 80 i 1980.